# Solanum canoasense
Solanum canoasense är en potatisväxtart som beskrevs av Lyman Bradford Smith och Robert Jack Downs. Solanum canoasense ingår i släktet skattor som ingår i familjen potatisväxter. Inga underarter finns listade i Catalogue of Life.